# Раштат
Раштат (њем. Rastatt) град је у њемачкој савезној држави Баден-Виртемберг. Једно је од 23 општинска средишта округа Раштат. Према процјени из 2010. у граду је живјело 47.523 становника. Посједује регионалну шифру (AGS) 8216043.

## Географски и демографски подаци
Раштат се налази у савезној држави Баден-Виртемберг у округу Раштат. Град се налази на надморској висини од 123 метра. Површина општине износи 59,0 km². У самом граду је, према процјени из 2010. године, живјело 47.523 становника. Просјечна густина становништва износи 805 становника/km².
- Раштат - Rastatt

## Међународна сарадња
| Мјесто        | Држава               | Врста сарадње | Од    |
| ------------- | -------------------- | ------------- | ----- |
| Оулу          | Финска               | контакт       | 1995. |
| Оранж         | Француска            | партнерство   | 1965. |
| Алмерија      | Шпанија              | контакт       | 1987. |
|               | Чешка                | пријатељство  | 1966. |
|               | Чешка                | партнерство   | 1991. |
| Вокинг        | Уједињено Краљевство | партнерство   | 2001. |
| Ентре-Риос    | Бразил               | пријатељство  | 1987. |
| Пезаро        | Италија              | партнерство   | 1996. |
| Ванта         | Финска               | партнерство   | 1968. |
| Александровац | Србија               | контакт       | 1984. |
| Њу Бритејн    | САД                  | партнерство   | 1984. |
| Фано          | Италија              | партнерство   | 1986. |
| Извор         |                      |               |       |